# Joseph Louis Proust
Joseph Louis Proust (Angers, 1754. szeptember 26. – Angers, 1826. július 5.) francia kémikus.

## Élete

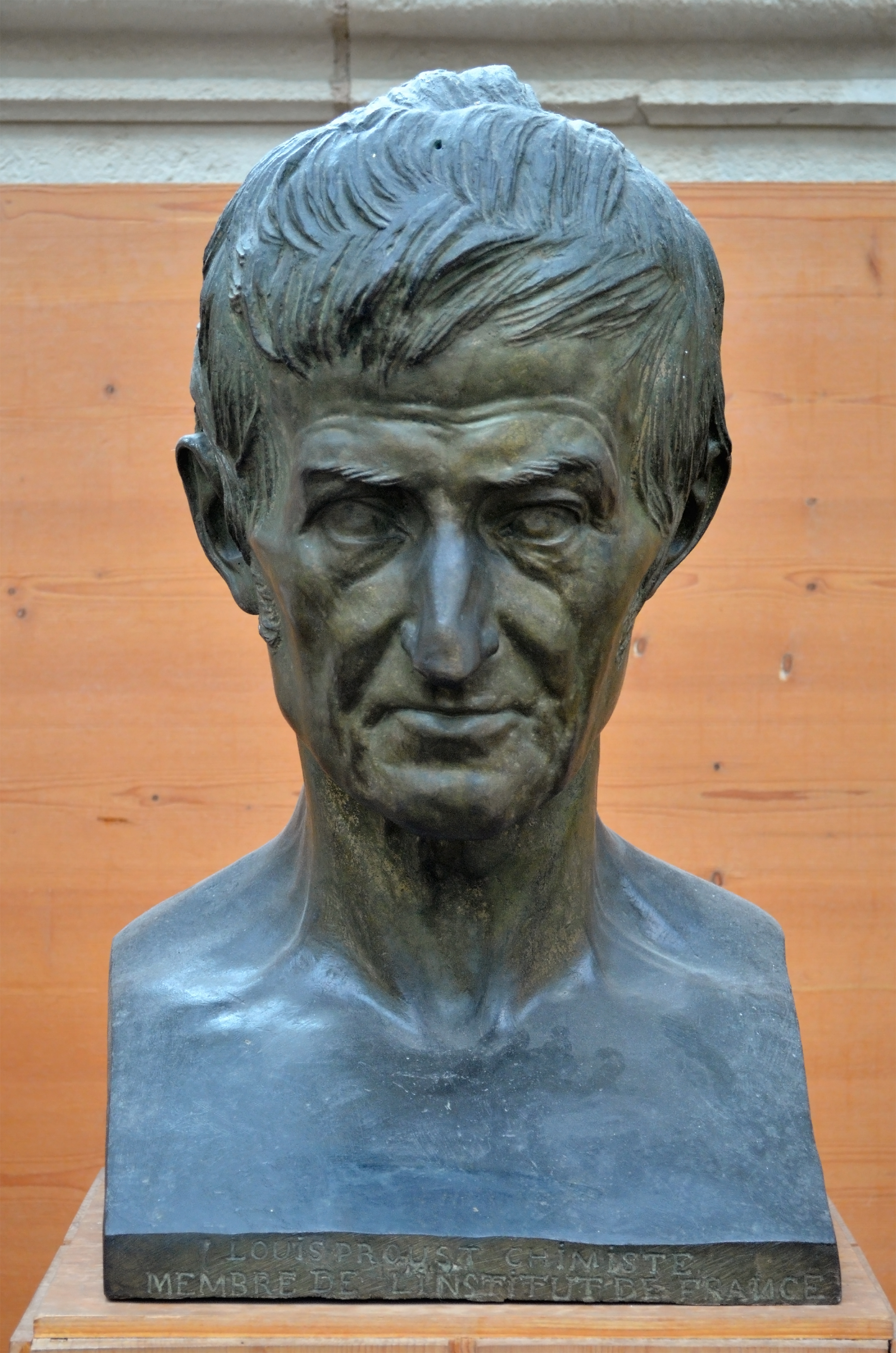
Joseph Louis Proust, David d'Angers (1831).

Előbb gyógyszerész volt, később a kémia tanára Segoviában és Madridban, végül ettől is visszavonult és teljesen a tudománynak élt. 1816-tól a párizsi tudományos akadémia tagja volt. A kémia terén teljesen Dalton elődjének mondható, tőle származik ugyanis az a tan, hogy a különböző elemek egymással csak bizonyos meghatározott arányokban vegyülnek. Proust fedezte föl a szőlőcukrot is. Számos kémiai értekezést írt.